# Cubocephalus pentagonalis
Cubocephalus pentagonalis là một loài tò vò trong họ Ichneumonidae.